# Burcardo I di Zollern
Burcardo I (... – 1061) fu il primo conte di Zollern e capostipite della casata degli Hohenzollern.

## Biografia
Di origini pressoché sconosciute, Burcardo I fu signore del castello posto sulla cima del monte Zoller (Zollerberg), un'altura conica e isolata vicino a Hechingen, in Svevia (Germania meridionale).
La casata degli Zollern fu continuata, quasi un secolo dopo, da un discendente di Burcardo I, Federico I.
Sul capostipite della casata degli Hohenzollern vennero fatte diverse ipotesi; la più famosa, che però non ha tuttora trovato alcun fondamento storico, ci viene fornita da Federico II di Prussia in un suo scritto del 1770: